# آدولف لاودون
آدولف لاودون (آلمانی: Adolf Laudon; ۱۳ دسامبر ۱۹۱۲ – ۲۲ نوامبر ۱۹۸۴) بازیکن فوتبال اهل اتریش بود.
از باشگاه‌هایی که در آن بازی کرده‌است می‌توان به باشگاه فوتبال فرست ویینا و باشگاه فوتبال آدمیرا واکر مودلینگ اشاره کرد.
وی همچنین در تیم ملی فوتبال اتریش بازی کرده‌است.